# Horst Müller (Fußballspieler)
Horst Müller (* 17. Juni 1920) ist ein ehemaliger deutscher Fußballspieler, der 1949 im Finale der Ostzonenmeisterschaft stand. Anschließend bestritt er drei Punktspiele in der ostdeutschen Fußball-Zonenliga. 

## Sportliche Laufbahn
Horst Müller gehörte zu den Fußballspielern, die nach dem Ende des Zweiten Weltkriegs mit der SG Erfurt-West den Fußballsport in Erfurt wieder belebten. Nach der Umbenennung in Fortuna Erfurt wurde die Mannschaft 1949 mit Horst Müller Thüringer Fußballmeister und erreichte damit die Teilnahme an der Ostzonenmeisterschaft 1949. Fortuna erreichte das Endspiel, unterlag aber mit Horst Müller als rechtem Verteidiger der ZSG Union Halle mit 1:4. 
Als Endspielteilnehmer qualifizierten sich die Erfurter für die ostdeutsche Fußball-Zonenliga (später DS-Oberliga, DDR-Oberliga), mit der künftig der ostdeutsche DDR-Fußballmeister ermittelt wurde. Die erste Saison wurde 1949/50 ausgespielt, und zum Aufgebot der Erfurter, die sich in die Betriebssportgemeinschaft (BSG) KWU umstrukturiert hatten, gehörte auch der mittlerweile 29-jährige Horst Müller. Er bestritt jedoch nur drei Punktspiele zu Saisonbeginn, danach tauchte er weder bei KWU Erfurt noch später in den oberen Spielklassen des DDR-Fußballs auf.